# Greystones (Irlande)
Greystones (/ˈɡɹeɪ̯ˌstəʊnz/ ; en irlandais : Na Clocha Liatha) est une ville du comté de Wicklow en république d’Irlande.
La ville de Greystones compte 26 323 habitants.
Greystones est bien desservie par les transports en commun depuis la capitale Dublin (bus, terminus sud du Dublin Area Rapid Transit, train). Ainsi, le tourisme s’y développe. La ville est environnée par la mer d'Irlande à l’est, Bray Head au nord et les montagnes de Wicklow à l’ouest.